# Saray, Van
Saray là một huyện thuộc tỉnh Van, Thổ Nhĩ Kỳ. Huyện có diện tích 958 km² và dân số thời điểm năm 2007 là 24072 người, mật độ 25 người/km².